# Хёттинген
Хёттинген (нем. Höttingen) — община в Германии, в земле Бавария. 
Подчиняется административному округу Средняя Франкония. Входит в состав района Вайссенбург-Гунценхаузен. Подчиняется управлению Эллинген.  Население составляет 1172 человека (на 31 декабря 2010 года). Занимает площадь 19,26 км².
Коммуна подразделяется на 3 сельских округа.

## Население
По оценке на 31 декабря 2015 года население общины Хёттинген составляет 1148 чел. 

| Дата      | 1840 | 1871 | 1900 | 1925 | 1939 | 1950 | 1961 | 1970 | 1987 | 2011 |
| --------- | ---- | ---- | ---- | ---- | ---- | ---- | ---- | ---- | ---- | ---- |
| Население | 788  | 842  | 818  | 848  | 786  | 1146 | 882  | 935  | 1032 | 1164 |

| Год       | 1960 | 1970 | 1980 | 1990 | 2000 | 2009 | 2010 | 2011 | 2012 | 2013 | 2014 | 2015 |
| --------- | ---- | ---- | ---- | ---- | ---- | ---- | ---- | ---- | ---- | ---- | ---- | ---- |
| Население | 815  | 962  | 970  | 1087 | 1232 | 1184 | 1172 | 1154 | 1135 | 1116 | 1122 | 1148 |